# 147 TCN
Năm 147 TCN là một năm trong lịch Julius. 

## Mất
- Hiếu Cảnh Bạc hoàng hậu